# Фролово (Хвастовичский район)
Фролово — село в Хвастовичском районе Калужской области Российской Федерации. Входит в состав сельского поселения «Село Ловать». Численность населения — 1 (2010).

## История
Одно из первых упоминаний деревни Фролово относится к Дозорным книгам Козельского уезда за 1638 год. В этом году из деревни Воткино и деревне Фролово было набрано ополчение на защиту Кцынской засеки. Деревня предоставляла «подымовый люд» для защиты Козельской засечной черты.
В «Списке населённых мест Калужской губернии» за 1859 год значится как владельческое сельцо Жиздринского уезда на ручье Ратце в 82 двора.
В XIX веке Фролово входило в состав Ловатьской волости. В селе было около 350 дворов, имелась своя дегтярня, местные жители занимались мёдом, сеяли лён и коноплю для производства ткани и веревок. Недалеко от села на хуторе Фроловском имелась паровая мельница.
В селе также имелась земская школа, которая финансировалась уездным земством. В 1915 году в ней обучалось 80 мальчиков и 16 девочек.
Деревянная двухпрестольная церковь с колокольней была построена в 1912 году прихожанами при помощи помещиков Ивана Сергеевича Абрамова и Лидии Николаевной Егоровой, в связи с чем Фролово получило статус села. К 1941 году церковь была закрыта и переоборудована в клуб, который сгорел в 1943 году.
В Советское время в селе был образован колхоз «Верный путь», конеферма, библиотека, почта, медпункт.

## Достопримечательности
- Знаменская деревянная церковь построенная в 1912 году не сохранилась.

## Население
| 1859 | 1896 | 1913 | 2010 |
| ---- | ---- | ---- | ---- |
| 663  | 981  | 1163 | 1    |